# Dourdain
Dourdain är en kommun i departementet Ille-et-Vilaine i regionen Bretagne i nordvästra Frankrike. Kommunen ligger i kantonen Liffré som tillhör arrondissementet Rennes. År 2022 hade Dourdain 1 225 invånare.

## Befolkningsutveckling
Antalet invånare i kommunen Dourdain
Referens:INSEE